# Relaciones Colombia-Sudáfrica
Las relaciones Colombia-Sudáfrica son las relaciones diplomáticas entre la República de Colombia y la República de Sudáfrica. Ambos gobiernos mantienen una relación amistosa desde finales del siglo XX.

## Historia
Ambos gobiernos establecieron relaciones diplomáticas en 1994, cuando terminó el apharteid, durante el cual el gobierno de Sudáfrica se vio aislado por la comunidad internacional.

## Relaciones económicas
Según datos del ministerio de Colombia en 2019, Colombia exporta a Sudáfrica el equivalente a 28 mil millones de dólares estadounidenses, siendo las principales exportaciones carbón y relacionados con industria liviana y agropecuaria; mientras que Sudáfrica exporta a Colombia el equivalente a 26 mil millones de dólares, siendo las principales exportaciones las relacionadas con metalurgia, química básica y maquinaria.

## Representación diplomática
- Colombia tiene una embajada en Pretoria.[1][6]
- Sudáfrica usa su embajada en Caracas como embajada concurrente ante Colombia, y tiene un consulado honorario en Bogotá.[2][7]